# Release (canción de Pearl Jam)
«Release» es la última canción de Ten, álbum debut de Pearl Jam. Es la única canción de este álbum en la que todos los miembros del grupo reciben un crédito. De acuerdo a Stone Gossard en las notas que aparecen en el álbum Lost Dogs, "Release" fue escrita de forma espontánea, ya que surgió cuando este tocaba una melodía cualquiera para comprobar que su guitarra estaba ya afinada.
"Release" fue la primera canción tocada por Pearl Jam en su primer concierto y desde ese entonces se ha convertido en una de las canciones preferidas para comenzar sus conciertos.

## Significado de la letra
En el documental Pearl Jam Twenty, Vedder explica como surgió la letra. Mientras Stone tocaba la melodía de la canción y el cantaba para calmar su voz, la letra fue saliendo poco a poco y al terminarla cuenta "al terminar de cantar Release quedé destrozado, así que salí corriendo hacia un pasillo que había en la galería que ensayabamos", a lo que esto Jeff Ament cuenta "noté que salió mal así que fui y le pregunté ¿estás bien?". El padre de Eddie Vedder falleció siendo este muy joven, y solamente lo conoció como un amigo cercano de la familia. A la edad de los 13 años, su mamá le cuenta quien realmente era su padre, luego de que este falleciera. Los susurros que se escuchan al inicio de la canción son la voz de Vedder diciendo "Oh father" (Oh padre).